# 히카미 스미레
히카미 스미레(일본어: 氷上 スミレ)는 아케이드 게임, 텔레비전 애니메이션 《아이 엠 스타!》의 등장인물.

## 소개
- 학년: 중등부 2학년
- 생일: 10월 20일
- 별자리: 천칭자리
- 혈액형: AB형
- 좋아하는 음식: 밀크티, 스콘
- 특기: 타로점
- 키: 154cm
- 이미지 컬러:      파랑
- 타입: 쿨
- 좋아하는 브랜드: 로리 고딕
- 소속 그룹: 댄싱 디바, 루미너스, AIKATSU☆STARS!, 솔레이유&루미나스최연소

## 캐릭터
예의바르고 차분한 성격의 신비스러운 쿨뷰티. 연보라색 히메컷이 특징이며 오른쪽에 파란 리본 장식을 하고 있다. 그 점치기를 좋아한다.

## 상세
노래할 때의 아름다운 모습때문에 스테이지에서 온 얼음꽃/무대에서 핀 얼음꽃이라는 별명이 생겼다. 
언니의 영향으로 로리 고딕을 좋아하게 되었으며 반은 다르지만 아카리의 룸메이트.
방에는 나이트메어 캐프리콘 코디를 입은 유리카/유리의 포스터가 있다.
아카리, 히나키, 주리, 노노, 리사의 단짝이며, 린의 한 학년 선배이자 린을 담담하고 있으며, 현재는 그룹과 솔로 가수를 병행하고 있다.

## 참여곡
※ 솔로로 불렀을 경우 굵게 표시.
- 「Du-Du-Wa DO IT!!」
- 「Lovely Party Collection」
- 「START DASH SENSATION」
- 「Good morning my dream」
- 「チュチュ・バレリーナ」 / 「츄츄 발레리나」 (엔딩, 130, 131화)
- 「lucky train！」 / 「Lucky Train」 (엔딩)
- 「Let's アイカツ!」 / 「Let's I am Star!」 (102, 153, 158, 161화)
- 「タルト・タタン」 / 「타르트 타탱」
- 「はろー! Winter Love♪」 / 「Hello! Winter Love」
- 「魅惑のパーティー」 / 「매혹의 파티」
- 「Pretty Pretty」
- 「Hey! little girl」
- 「エメラルドの魔法」/ 「에메랄드의 마법」
- 「リルビーリルウィン♪」 /  「Little beat, Little wing」
- 「LOVE GAME」
- 「いばらの女王」 / 「가시장미의 여왕」
- 「カレンダーガール」 / 「Calendar Girl」 (178화)